# Katana Gégé Bukuru
Pour les articles homonymes, voir Gégé.
Katana Gégé Bukuru (née le 31 décembre 1963 en République démocratique du Congo) est une militante congolaise depuis son jeune âge luttant pour le droit des femmes, fondatrice de la SOFAD (Solidarité des femmes activistes pour la défense des droits humains).
Gégé Katana Bukuru est connue comme la « Dame de fer » de la République démocratique du Congo (RDC), pour son courageux engagement dans la lutte pour les droits des femmes.

## Biographie
Fille aînée d’un chef traditionnel, elle étudie les sciences sociales à l’université Lumière-Lyon-II et effectue des recherches au Centre de Formation et de Recherche Coopératives, à l’Association rwandaise pour la promotion du développement intégré et à l’Institut panafricain pour le développement. Elle a collaboré avec de nombreux mouvements défendant le droit des femmes comme le groupe « Rien sans les femmes », la plateforme des femmes pour l’accord-cadre pour la paix ou l’Institut pour le développement et l’éducation des adultes en Afrique et la Synergie des organisations féminines contre les violences faites aux femmes dans le Sud-Kivu.
Résidant à Uvira dans le Sud-Kivu, elle fonde Solidarité des femmes activistes pour la défense des droits humains (SOFAD) en 2001. L'association réunit plus de 600 femmes luttant pour leurs droits, qu'ils soient sociaux[Quoi ?], économiques, civils, politiques... L'association assure la protection des militantes des droits humains non violents et vise à assurer le respect des droits garantis par la Déclaration universelle des droits de l’Homme, notamment en apportant aide et soutien à des victimes d’agressions sexuelles et de violences. L'objectif est de former et mobiliser les femmes militantes, et d'intensifier leur participation à la protection et la promotion des droits humains, faciliter la réhabilitation des victimes de toutes les formes de violence, et la lutte contre la prolifération des armes légères dans tous les pays des Grands Lacs et en Afrique de l'Est largement. Au cours de la guerre et les conflits armés les femmes et les filles sont soumises à toutes sortes de violences commises à leur encontre. « Pour cette raison, mon organisation souhaite s'assurer que les femmes sont les bénéficiaires directes de nos interventions. »
Ce combat lui vaut le soutien d'Amnesty International. La structure défend la formation des femmes et les encourage à créer des « cellules pour la paix » au sein de leur propre quartier, permettant de relayer les droits et d'accueillir les femmes vivant sur place.
Pour ces combats, elle a reçu de nombreux prix et a notamment été la première femme à recevoir, en 2007, le prix Front Line Defenders créé pour les défenseur des droits humains en danger.
À l'occasion de la Journée internationale des droits des femmes 2018 l'Unesco France l'inscrit dans sa campagne « Faut-il être un homme pour avoir sa page Wikipédia ? » qui vise à défendre plus d'égalité dans l'espace numérique.

## Distinctions
- Prix Front Line Defenders 2007.
- Prix Per-Anger 2017.
- Prix Soroptimist de la paix 2017.